# Епітаксія (технологія)
Епітаксія (від грец. επι (епі) — «на» та ταξισ (таксіс) — «впорядкований») — метод осадження монокристалічної плівки на монокристалічну підкладку, при якому кристалографічна орієнтація шару, який осаджують, повторює кристалографічну орієнтацію підкладки. Осаджена плівка зветься епітаксійною плівкою або епітаксійним шаром.
Епітаксійні плівки можуть бути вирощені з газоподібних або рідких прекурсорів. Оскільки підкладка виконує роль затравочного кристала, осаджена плівка переймає структуру та орієнтацію ґратки, що є ідентичними до ґратки підкладки. Це є відмінністю від методів осадження тонких плівок, в яких осаджуються полікристалічні або аморфні плівки, навіть на монокристалічних підкладках.

## Різновиди
Є певні різновиди епітаксії. У випадку осадження плівки на підкладку такого самого складу процес зветься гомоепітаксією. У протилежному випадку він зветься гетероепітаксією.
Гомоепітаксія — різновид епітаксії, в якій бере участь лише один матеріал. В цьому процесі кристалічна плівка вирощується на підкладці чи плівці з того ж самого матеріалу. Така технологія використовується для вирощування плівок, що є чистішими за підкладку та виготовлення шарів з іншими рівнями легування.
Гетероепітаксія — різновид епітаксії, в якій беруть участь відмінні одне від одного матеріали. В процесі гетероепітаксії кристалічна плівка вирощується на кристалічній підкладці чи плівці з іншого матеріалу. Ця технологія часто використовується для вирощування кристалічних плівок з матеріалів, для яких іншим шляхом неможливо отримати монокристали, та для виготовлення інтегрованих кристалічних шарів різних матеріалів.
Гетеротопотаксія — процес подібний до гетероепітаксії, окрім того факту що ріст тонкої плівки не обмежується двовимірним ростом. Тут підкладка схожа до тонкоплівкового матеріалу лише за структурою.

## Застосування
Епітаксія використовується в нанотехнологіях та виготовленні напівпровідників. Фактично епітаксія є єдиним доступним методом вирощування високоякісних кристалів для більшості напівпровідникових матеріалів, включаючи такі технологічно важливі матеріали, як кремній-германій, нітрид галію, арсенід галію, фосфід індію та графен.
Епітаксія також використовується для вирощування шарів попередньо легованого кремнію на боках кремнієвих пластин перед їх використанням у напівпровідникових приладах. Це є типовим для напівпровідникових приладів, як ті, що використовуються в електрокардіостимуляторах, контролерах торговельних автоматів, автомобільній електроніці, та ін.

## Методи
Епітаксія можлива із будь-якої фази: парової (парофазна епітаксія, ПФЕ), рідкої (рідкофазна епітаксія, РФЕ), твердої (твердофазна епітаксія, ТФЕ). Найбільш розповсюдженими є ПФЕ та РФЕ.
Епітаксійний кремній зазвичай вирощують за допомогою парофазної епітаксії, різновидом хімічного осадження з парової фази. Також використовують молекулярно-променеву та рідкофазну епітаксію (МПЕ та РФЕ), зазвичай для складних напівпровідників. Твердофазна епітаксія використовується переважно для виправлення пошкоджень кристалів.

### Рідкофазна епітаксія
Епітаксія з рідкої фази переважно застосовується для отримання багатошарових напівпровідникових сполук, таких як GaAs, CdSnP2. Рідкофазна епітаксія також є основним способом отримання монокристалічного кремнію (Метод Чохральського).

### Молекулярно-променева епітаксія
У процесі молекулярно-променевої епітаксії матеріал нагрівається для випарування променя частинок. Ці частинки долають шлях до підкладки, де вони осідають, через дуже високий вакуум (10−8 Па). Молекулярно-променева епітаксія має нижчу продуктивність порівняно з іншими видами епітаксії. Ця технологія широко використовується для вирощування III–V напівпровідникових кристалів.